# Theta Virginis
Theta Virginis ( θ Virginis, förkortat Theta Vir,  θ Vir) som är stjärnans Bayerbeteckning, är en multipelstjärna belägen i mellersta delen av stjärnbilden Jungfrun. Den har en kombinerad skenbar magnitud på +4,37 och är synlig för blotta ögat. Baserat på parallaxmätning inom Hipparcosuppdraget på ca 10 mas, beräknas den befinna sig på ett avstånd av ca 320 ljusår (ca 100 parsek) från solen.

## Egenskaper
Primärstjärnan Theta Virginis Aa är en vit stjärna i huvudserien av typ A och av spektralklass A1Vs. Stjärnan har en massa som är ca 3 gånger större än solens och en radie som är 5,8 gånger solens radie. Den utsänder från sin yttre atmosfär ca 190 gånger mer energi än solen vid en effektiv temperatur på 9 250 K.
Den är en del av en spektroskopisk dubbelstjärna vars komponenter, Aa och Ab, har en skenbar magnitud på +4,49 respektive +6,83. Paret har en omloppsperiod på ca 33 år med en excentricitet på 0,9. Den ljusare enheten i detta par visar fotometriska variationer och intervall av radiell hastighet med en cykeltid på 0,7 dygn, vilket kan indikera dess rotationsperiod.
Kring det inre paret cirkulerar Theta Virginis B, som har en skenbar magnitud på 9,4 och är separerad med 7,1 bågsekunder. En fjärde komponent Theta Virginis C är separerad med 69,6 bågsekunder och har en skenbar magnitud på 10,4.